# Ronde van Vlaanderen 2024
De Ronde van Vlaanderen vond in 2024 plaats op zondag 31 maart. Bij de mannen was het de 108e editie, bij de vrouwen de 21e. De winnaars waren de Nederlander Mathieu van der Poel en de Italiaanse Elisa Longo Borghini.

## Mannen
Voor de mannen was het de 108e editie. Grote favoriet was de Nederlander Mathieu van der Poel van Alpecin-Deceuninck. Titelverdediger Tadej Pogačar reed niet mee en ook Wout van Aert was afwezig. Hij was een halve week eerder in Dwars door Vlaanderen zwaar gevallen, samen met een aantal andere toppers, en moest herstellen van een serie botbreuken. De wedstrijd ging bijzonder vroeg, op 112 kilometer voor het einde, los. Waar favorieten als Mads Pedersen kruit verschoten, daar controleerde Alpecin-Deceuninck de wedstrijd. Op de door de regen gladde Koppenberg begon Van der Poel aan een 44 kilometer lange solo tot over de finish. Hij was de zesde wereldkampioen die de Ronde van Vlaanderen won, en de zevende renner die een record aantal van drie Rondes won.

### Koersverloop
De start vond dit jaar plaats in Antwerpen. Een vroege kopgroep kreeg geen kans om een rol van betekenis te spelen, omdat Silvan Dillier (Alpecin-Deceuninck) in zijn eentje het peloton binnen vier minuten hield. Van tijd tot tijd werd de koers onrustig en kon de ploeg van Mathieu van der Poel zich schuil houden in het peloton. Als de groep wat stilviel, dan was daar opnieuw Dillier.

#### Favorieten vroeg aan de bak
Op 115 kilometer van de finish positioneerden een aantal favorieten zich in de kop van het peloton. Op de Holleweg (114 km te gaan) sprong Jonas Abrahamsen (Uno-X) weg en kreeg bewaker Axel Laurance (Alpecin-Deceuninck) mee. Hierop nam (Visma | Lease a Bike) het initiatief om hen terug te grijpen. Op de Wolvenberg (112 km) lukte dat en viel hun kopman Matteo Jorgenson aan. Hij werd in bedwang gehouden door Søren Kragh Andersen (Alpecin-Deceuninck). Twee kilometer later ging Mads Pedersen (Lidl-Trek) aan. Hierdoor lag het peloton aan flarden. Op 102 km begon het te regenen.
Op de kasseien van Kerkgate (108 km) viel het peloton stil. Dit was gunstig voor Kragh Andersen om terug te komen na een lekke band. Naar de voet van de Molenberg (100 km) kwamen de favorieten weer naar voren. Onderaan de smalle berg schoten zij op de kasseien omhoog, terwijl in de fuik de renners achter hen al gauw bijna stil stonden. Pedersen viel opnieuw aan, gevolgd door Jorgenson en Van der Poel. Een groep van twaalf renners viel bovenaan de berg stil. Dit was het sein voor de gele Vismatrein om aan te vallen in accordeon. Langs café De Vliegende Hollander (stamkroeg voor Van der Poel fans) lag de weer aangevulde achtervolgersgroep op een lint, dan weer lag de boel stil. Er werd volop gekoerst met groepjes van wisselende samenstelling. Gianni Vermeersch (Alpecin-Deceuninck) zat telkens attent mee.

#### Alpecin-Deceuninck controleert
Op de Berendries werd de kopgroep ingelopen door een groep van tien die na een aanval van Nederlands kampioen Dylan van Baarle (Visma | Lease a Bike) was ontstaan. Hij had onder meer ploeggenoot Tiesj Benoot, Pedersen, Vermeersch, Oliver Naesen (Decathlon AG2R La Mondiale), Tim Merlier (Soudal Quick-Step), Nils Politt (UAE Team Emirates), Ben Turner (INEOS Grenadiers) en Laurenz Rex (Intermarché-Wanty) mee. In de achtergrond bleef Van der Poel attent meerijden op de berg, maar hield opnieuw boven aan de berg de benen stil. Zijn ploeg nam daarna opnieuw de groep op sleeptouw om op de Valkenberg (86 km) vlak bij de kopgroep te komen. Van der Poel stak hier solo over. Bovenaan de Valkenberg zette Van Baarle zich opzij en reed Mads Pedersen met Vermeersch op de bagagedrager door. Vermeersch nam af en toe over, zodat Pedersen zich leeg zou rijden en de ploeg geen kopwerk hoefde te doen.
Dertig kilometer later, was voor de Oude Kwaremont (56 km) de voorsprong door Alpecin-Deceuninck teruggebracht tot 10 seconden. De Spaanse kampioen Oier Lazkano (Movistar) en vooral Mathieu van der Poel trokken door op de helling. Zij kregen Laurence Pithie (Groupama-FDJ), Tim Wellens (UAE Team Emirates) en Dylan Teuns (Israel-Premier Tech) mee. Pedersen kon aansluiten, maar Vermeersch viel terug naar een volgend groepje. In aanloop naar de Paterberg (53 km) klonterden de groepjes terug samen. Op de Paterberg trok Turner het veld in stukken. Op het plateau sprong Iván García (Movistar) weg, waardoor de wedstrijd dit keer niet stilviel. In de aanloop naar de Koppenberg (45) kwamen 17 renners uit drie achtervolgende groepjes samen.

#### Solo Mathieu van der Poel
De Koppenberg lag er door de regen glad bij. García's achterwiel slipte weg en hij stond stil aan de kant. Van der Poel slipte en gleed voorbij. Hij wist de krachten zo goed te verdelen dat hij relatief soepel naar boven reed. Jorgenson volgde op zes seconden afstand en Pedersen op een halve minuut. De rest moest van de fiets stappen en druppelde boven. Van der Poel wachtte niet en reed door. Jorgenson hield de achterstand vijf kilometer lang beneden de tien seconden, maar gaf dan toe.
Op de Taaienberg (37 km) sloten Alberto Bettiol (EF Education-EasyPost), García, Wellens en Teuns aan bij Jorgenson. Rex en Pedersen losten op de helling, maar sloten kort daarna weer aan. Met nog 30 kilometer te gaan had Van der Poel anderhalve minuut voorsprong op de zeven. Een tweede groep zat daar veertig seconden achter. Op de Hotond-Oude Kruisberg (27 km) brak de volggroep en reden Bettiol en Teuns weg. García, Pedersen en Rex zakten uiteindelijk drie groepen terug. Wellens zakte terug naar een achtervolgende groep met drie UAE-ploeggenoten. Met nog zeven kilometer te gaan viel Benoot daaruit weg met een lekke band. De groep wist in de laatste tientallen meters nog voorbij Teuns en Bettiol te rijden. Luca Mozzato (Arkéa-B&B Hotels) werd tweede, Michael Matthews derde en Nils Politt vierde. Matthews werd echter wegens naar de andere kant van de weg sprinten, naar de laatste plek van de groep teruggeplaatst.

### Parkoers
De route was vooral in de eerste honderd kilometer van de koers veranderd om de wedstrijd veiliger te maken. Het peloton reed langer over bredere wegen. Daarnaast waren op verzoek van de renners de Kanarieberg en de Kortekeer uit de route gehaald. De Kapelleberg was er daarom bijgekomen.

### Uitslag
| Plaats  | Naam                 | Ploeg                           | tijd     |
| ------- | -------------------- | ------------------------------- | -------- |
| Winnaar | Mathieu van der Poel | Alpecin-Deceuninck              | 6u05'17" |
| 2       | Luca Mozzato         | Arkéa-B&B Hotels                | + 1'02"  |
| 3       | Nils Politt          | UAE Team Emirates               | z.t.     |
| 4       | Mikkel Bjerg         | UAE Team Emirates               | z.t.     |
| 5       | António Morgado      | UAE Team Emirates               | z.t.     |
| 6       | Magnus Sheffield     | INEOS Grenadiers                | z.t.     |
| 7       | Oliver Naesen        | Decathlon AG2R La Mondiale Team | z.t.     |
| 8       | Dylan Teuns          | Israel-Premier Tech             | z.t.     |
| 9       | Alberto Bettiol      | EF Education-EasyPost           | z.t.     |
| 10      | Toms Skujiņš         | Lidl-Trek                       | z.t.     |
| 11      | Michael Matthews     | Team Jayco AlUla                | z.t.     |
| 12      | Tim Wellens          | UAE Team Emirates               | + 1'16"  |
| 13      | Riley Sheehan        | Israel-Premier Tech             | + 2'02"  |
| 14      | Kamil Małecki        | Q36.5 Pro Cycling Team          | z.t.     |
| 15      | Tiesj Benoot         | Visma \| Lease a Bike           | z.t.     |
| 16      | Valentin Madouas     | Groupama-FDJ                    | z.t.     |
| 17      | Joshua Tarling       | INEOS Grenadiers                | z.t.     |
| 18      | Yves Lampaert        | Soudal Quick-Step               | z.t.     |
| 19      | Matteo Trentin       | Tudor Pro Cycling Team          | z.t.     |
| 20      | Max Walscheid        | Team Jayco AlUla                | + 2'41"  |

## Vrouwen
De 21e Ronde van Vlaanderen voor vrouwen werd verreden op zondag 31 maart 2024. Lotte Kopecky was wederom de titelverdedigster en werd ditmaal vijfde. De wedstrijd werd beslist door een kopgroep van drie rensters. De Italiaanse Elisa Longo Borghini won de sprint, voor de Poolse Katarzyna Niewiadoma en de Nederlandse Shirin van Anrooij.
Marianne Vos vierde opnieuw een jubileum. Eerder in de week had ze haar 250e overwinning gevierd in Dwars door Vlaanderen. Dit keer reed ze haar 200e eendagswedstrijd bij de professionals op de weg. Ze had daarvan 60 gewonnen en was daarnaast nog eens 50 keer op het podium beland.

### Koersverloop

#### Valpartijen in slecht weer
De wedstrijd was voor Marlen Reusser (SD Worx-Protime), Elizabeth Deignan (Lidl-Trek) en Monica Greenwood (Coop-Repsol) snel voorbij. Na nog geen tien kilometer moesten zij de strijd staken, na een val op de eerste kasseistrook Lange Munte. Deignan brak een arm. Reusser brak haar rechterkaak en liep schade op aan haar tanden. Er waren meer valpartijen op het natte wegdek. Zo brak Valerie Demey (VolkerWessels) een vinger. Van de favorieten gingen Kristen Faulkner (EF Education), Thalita de Jong (Lotto Dstny) en  Elisa Longo Borghini (Lidl-Trek) onderuit.

#### Op Koppenberg barst de koers los
De koers barstte net als bij de mannen los op de Koppenberg (45 km te gaan). In de aanloop werd Justine Ghekiere (AG Insurance-Soudal) als laatste van een vroege vlucht ingelopen. Op de natte, hellende kasseien reed een groep los met daarin Marianne Vos (Visma | Lease a Bike), Lorena Wiebes (SD Worx-Protime), Puck Pieterse (Fenix-Deceuninck), Letizia Paternoster (Liv AlUla Jayco), Silvia Persico en Karlijn Swinkels (UAE Team ADQ), Elisa Longo Borghini (Lidl-Trek) en Katarzyna Niewiadoma (Canyon//SRAM).
Achter hen brak de groep, onder meer door een slippend achterwiel van Kimberley Pienaar (AG Insurance-Soudal) die daardoor tegen Chloé Dygert (Canyon//SRAM) aan botste, waarna de rest van het peloton van de fiets moest. Onder meer Demi Vollering, Lotte Kopecky (SD Worx-Protime) en Pfeiffer Georgi (dsm-firmenich PostNL) zaten nog voor de valpartij, maar moesten ook te voet verder. Fem van Empel (Visma | Lease a Bike), Shirin van Anrooij (Lidl-Trek) en Léa Curinier (FDJ-Suez) wisten vanuit het peloton nog bij de drie volgers aan te sluiten.

#### SD Worx in de achtervolging
Op de Taaienberg (37 km) loste Kopecky uit de achtervolgende groep. In aanloop naar de Oude Kruisberg (27 km) kwam ze wel terug en verkleinde ze de achterstand tot de kopgroep. Curinier reed lek en moest te lang wachten om terug te komen. Op de Kruisberg reden Vollering en Van Anrooij weg. Bovenop versnelde Vollering en reed ze solo richting de kopgroep. Door aanvallen van Longo Borghini en Niewiadoma werd Vollering verschillende keren op afstand gezet, maar op 24 kilometer van de aankomst wist ze toch aan te sluiten.

#### Lidl-Trek in de aanval
In de aanloop naar de Oude Kwaremont (17 km) viel de kopgroep stil. Van Anrooij kwam terug en ging erop en erover. Swinkels sprong achter haar aan, Pieterse even later ook. Onderaan de Kwaremont had Van Anrooij een halve minuut op de groep, waar Kopecky, Georgi en Van Empel aansloten. Op de berg plafonneerde Swinkels en werd ze bijgehaald door Pieterse. In de stromende regen moesten Georgi en later Wiebes met Van Empel lossen uit de groep. In de afdaling naar de Paterberg reed Pieterse los van Swinkels.
Op de Paterberg (13 km) werd Pieterse door de groep gegrepen waaruit Paternoster en Swinkels losten en Longo Borghini en Niewiadoma wegreden. Longo Borghini reed volgens Lidl-Trek-ploegentactiek het gat naar Van Anrooij dicht, waarna een 12 kilometer lang gevecht werd gevoerd tussen de twee groepjes. De drie bleven net vooruit. Van Anrooij trok de sprint aan. Ze werd voorbij gestoken door Niewiadoma. Longo Borghini won de sprint met gemak.

### Parcours
De start en finish waren in Oudenaarde. De Ronde telde dit jaar 163 kilometer en dat was ruim 6 kilometer meer dan in de vorige editie. De route was ook flink aangepast, bijvoorbeeld door de terugkeer van de kasseistroken van de Lippenhovestraat en Paddestraat.

### Deelnemende ploegen
Vierentwintig ploegen gingen van start, waarvan vijftien uit de World Tour en negen continentale ploegen. 

### Uitslag
| Plaats  | Naam                 | Ploeg                 | tijd     |
| ------- | -------------------- | --------------------- | -------- |
| Winnaar | Elisa Longo Borghini | Lidl-Trek             | 4u16'04" |
| 2       | Katarzyna Niewiadoma | Canyon//SRAM Racing   | z.t.     |
| 3       | Shirin van Anrooij   | Lidl-Trek             | z.t.     |
| 4       | Marianne Vos         | Visma \| Lease a Bike | + 9"     |
| 5       | Lotte Kopecky        | Team SD Worx-Protime  | z.t.     |
| 6       | Puck Pieterse        | Fenix-Deceuninck      | z.t.     |
| 7       | Silvia Persico       | UAE Team ADQ          | z.t.     |
| 8       | Demi Vollering       | Team SD Worx-Protime  | + 15"    |
| 9       | Letizia Paternoster  | Liv AlUla Jayco       | + 1'40"  |
| 10      | Karlijn Swinkels     | UAE Team ADQ          | z.t.     |
| 11      | Lorena Wiebes        | Team SD Worx-Protime  | + 1'46"  |
| 12      | Arlenis Sierra       | Movistar Team         | z.t.     |
| 13      | Pfeiffer Georgi      | dsm-firmenich PostNL  | z.t.     |
| 14      | Victoire Berteau     | Cofidis               | z.t.     |
| 15      | Thalita de Jong      | Lotto Dstny           | z.t.     |
| 16      | Loes Adegeest        | FDJ-SUEZ              | z.t.     |
| 17      | Fem van Empel        | Visma \| Lease a Bike | z.t.     |
| 18      | Soraya Paladin       | Canyon//SRAM Racing   | z.t.     |
| 19      | Nina Berton          | Ceratizit-WNT         | z.t.     |
| 20      | Emma Norsgaard       | Movistar Team         | z.t.     |

1913 · 
1914 · 
1915 · 
1916 · 
1917 · 
1918 · 
1919 · 
1920 · 
1921 · 
1922 · 
1923 · 
1924 · 
1925 · 
1926 · 
1927 · 
1928 · 
1929 · 
1930 · 
1931 · 
1932 · 
1933 · 
1934 · 
1935 · 
1936 · 
1937 · 
1938 · 
1939 · 
1940 · 
1941 · 
1942 · 
1943 · 
1944 · 
1945 · 
1946 · 
1947 · 
1948 · 
1949 · 
1950 · 
1951 · 
1952 · 
1953 · 
1954 · 
1955 · 
1956 · 
1957 · 
1958 · 
1959 · 
1960 · 
1961 · 
1962 · 
1963 · 
1964 · 
1965 · 
1966 · 
1967 · 
1968 · 
1969 · 
1970 · 
1971 · 
1972 · 
1973 · 
1974 · 
1975 · 
1976 · 
1977 · 
1978 · 
1979 · 
1980 · 
1981 · 
1982 · 
1983 · 
1984 · 
1985 · 
1986 · 
1987 · 
1988 · 
1989 · 
1990 · 
1991 · 
1992 · 
1993 · 
1994 · 
1995 · 
1996 · 
1997 · 
1998 · 
1999 · 
2000 · 
2001 · 
2002 · 
2003 · 
2004 · 
2005 · 
2006 · 
2007 · 
2008 · 
2009 · 
2010 · 
2011 · 
2012 · 
2013 · 
2014 · 
2015 · 
2016 · 
2017 · 
2018 · 
2019 · 
2020 · 
2021 · 
2022 · 
2023 · 
2024 · 
2025
Lijst van beklimmingen
Tour Down Under ·
Great Ocean Road Race ·
Ronde van de Verenigde Arabische Emiraten ·
Omloop Het Nieuwsblad ·
Strade Bianche ·
Parijs-Nice · 
Tirreno-Adriatico · 
Milaan-San Remo ·
Ronde van Catalonië ·
Classic Brugge-De Panne ·
E3 Saxo Classic ·
Gent-Wevelgem ·
Dwars door Vlaanderen ·
Ronde van Vlaanderen ·
Ronde van het Baskenland ·
Parijs-Roubaix ·
Amstel Gold Race ·
Waalse Pijl ·
Luik-Bastenaken-Luik ·
Ronde van Romandië ·
Eschborn-Frankfurt ·
Ronde van Italië ·
Critérium du Dauphiné ·
Ronde van Zwitserland ·
Ronde van Frankrijk ·
Clásica San Sebastián ·
Ronde van Polen ·
Bretagne Classic ·
BEMER Cyclassics ·
Renewi Tour ·
Ronde van Spanje ·
GP van Quebec ·
GP van Montreal ·
Ronde van Lombardije ·
Ronde van Guangxi
Tour Down Under ·
Cadel Evans Great Ocean Road Race ·
Ronde van de Verenigde Arabische Emiraten ·
Omloop Het Nieuwsblad ·
Strade Bianche ·
Ronde van Drenthe ·
Trofeo Alfredo Binda-Comune di Cittiglio ·
Brugge-De Panne ·
Gent-Wevelgem ·
Ronde van Vlaanderen ·
Parijs-Roubaix ·
Amstel Gold Race ·
Waalse Pijl ·
Luik-Bastenaken-Luik ·
Ronde van Spanje ·
Ronde van het Baskenland ·
Ronde van Burgos ·
RideLondon Classic ·
Ronde van Groot-Brittannië ·
Ronde van Zwitserland ·
Ronde van Italië ·
Ronde van Frankrijk ·
GP de Plouay-Bretagne ·
Ronde van Romandië ·
Simac Ladies Tour ·
Ronde van Chongming ·
Ronde van Guangxi
Afgelaste wedstrijden: Ronde van Scandinavië